# Maechidius coelus
Maechidius coelus är en skalbaggsart som beskrevs av Britton 1957. Maechidius coelus ingår i släktet Maechidius och familjen Melolonthidae. Inga underarter finns listade i Catalogue of Life.